# أوكان كوتش
أوكان كوتش (بالتركية: Okan Koç)‏ هو لاعب كرة قدم تركي في مركز الدفاع، ولد في 22 يناير 1982 في صقاريا في تركيا. شارك مع منتخب تركيا تحت 17 سنة لكرة القدم ومنتخب تركيا تحت 20 سنة لكرة القدم ومنتخب تركيا تحت 21 سنة لكرة القدم. أما مع النوادي، فقد لعب مع آلتاي إزمير وأضنة سبور وأنقرة غوجو ودينيزلي سبور وغنتشلربيرليغي وقونيا سبور ومانيساسبور ونادي بشكتاش.

## وصلات خارجية
- أوكان كوتش على موقع اتحاد تركيا (لاعب) (الإنجليزية)
- أوكان كوتش على موقع قاعدة بيانات كرة القدم.إي يو (الإنجليزية)
- أوكان كوتش على موقع عالم كرة القدم.نت (الإنجليزية)